# Xenasteiidae
Famille
Xenasteiidae  est une famille de diptères.

## Liste des genres
Selon BioLib (28 mars 2019) :
- genre Tunisimyia Papp, 1980
- genre Xenasteia Hardy, 1980